# GKrellM
GKrellM (GNU Krell Monitors) — компьютерная программа, написанная на GTK+, представляющая собой набор различных системных мониторов. В стандартной конфигурации GKrellM умеет показывать время, показания сенсоров lm_sensors, загрузку CPU, оперативной памяти, сетевых интерфейсов, жёстких дисков, локальных и удалённых почтовых ящиков, и многое другое. Для GKrellM доступны различные плагины, напр. управление XMMS, аналоговые часы, индикатор погоды, клиент SETI@home. Для GKrellM существует много тем.
GKrellM распространяется на условиях GNU General Public License и является свободным программным обеспечением.